# Ородонтообразные
Ородонтообразные (лат. Orodontiformes) — отряд вымерших позднепалеозойских хрящевых рыб из подкласса цельноголовых. Были распространены с каменноугольного по нижний пермский период (345,3—279,5 млн лет назад).

## Описание
Описаны по давящим зубам, с широким основанием и гребнистой коронкой. Зубы сливаются в давящую «мостовую». Известны зубы такого типа до 11 см в поперечнике, принадлежавшие очень крупным рыбам. Род Orodus описан ещё Л. Агассисом в 1838 году из раннего карбона Бристоля (Англия). Зубы приписывали самым разным рыбам (евгенеодонтообразным,  гибодонтообразным) — и действительно, такая форма зубов могла конвергентно возникать в разных группах хрящевых. В 1980-х годах в чёрных глубоководных сланцах каменноугольного возраста в Северной Америке (Индиана) были обнаружены отпечатки тел рыб с ородонтными зубами. Образцы происходят из позднего карбона (вестфал) формаций Стаунтон и Линтон. Отложения этих формаций представляют собой так называемые циклотемы, где глубоководные отложения чередовались с мелководными. При этом глубоководные осадки накапливались в бескислородных условиях (например, в условиях высокой концентрации сероводорода, как в Чёрном море) и тела рыб хорошо сохранялись. Orodus greggi и O. micropterygius были крупными рыбами — известны скелеты до 4 метров длиной, хотя могли существовать особи много крупнее. У них длинное тело, округлая тупомордая голова. Нёбно-квадратный хрящ плохо определяется, возможно, срастался с нейрокранием. Меккелев хрящ нижней челюсти короткий и расширенный. Парные плавники крошечные. Спинной плавник, по-видимому, один, сдвинут назад (известны неописанные представители группы с двумя спинными плавниками). Хвостовой плавник полулунный, невысокий. Анального плавника и плавниковых шипов нет. Тело покрыто цикломориальными чешуями, более сложными на спине, книзу чешуи упрощаются, превращаясь в зубчики. Остатки скелета ородуса из карбона Англии обнаружены вместе с раковинами хищных остракод, питавшихся на трупе рыбы.
Эти огромные рыбы обитали, по-видимому, в толще воды и питались какими-то беспозвоночными с твёрдыми покровами (аммонитами, конуляриями, плавающими брюхоногими). Все ородонтообразные найдены в морских отложениях.

## Классификация
По данным сайта Fossilworks в вымершем отряде ородонтообразных выделяют 2 семейства с 5 родами:
- Семейство Orodontidae de Koninck, 1878
  - Род Hercynolepis Gross, 1973
  - Род Lophodus
  - Род Orodus Agassiz, 1838 (17 видов)
- Семейство Leiodontidae Ginter et al., 2010
  - Род Cristatodens Ginter & Sun, 2007
  - Род Leiodus